# Scopula sordida
Scopula sordida là một loài bướm đêm trong họ Geometridae.